# Vordorf
Vordorf est une commune allemande de l'arrondissement de Gifhorn, Land de Basse-Saxe.

## Géographie
Du territoire de la commune de Vordorf partent les sources de deux rivières. Comme la commune se trouve sur la ligne de partage des eaux entre l'Aller et l'Oker-Schunter, les deux rivières connaissent des directions différentes :
- Le Bickgraben passe à l'ouest de Vordorf, traverse la commune de Schwülper et se jette dans l'Oker.
- La Vollbütteler Riede (ou Mühlenriede, Mönchsgraben) va au nord de Rethen, traverse la commune de Ribbesbüttel et se jette dans le canal de l'Aller.

| Adenbüttel | Rötgesbüttel | Rötgesbüttel |
| Schwülper  | Vordorf      | Meine        |
|            | Brunswick    |              |

La commune de Vordorf comprend les quartiers d'Eickhorst, Rethen et Vordorf.

## Histoire et culture
Vordorf est mentionné pour la première fois en 1007, Eickhorst en 1022 et Rethen en 1301.
La première mention d'une école à Vordorf date de 1669.
À Voldorf, on parle le haut allemand et un dialecte issu du ostphalien commun au cours du Papenteich, parfois aussi le bas allemand.

## Personnalités liées à la commune
- Otto Hänssgen (1885-1956), peintre.
- Rolf (1929-2009) et Margret Rettich (1926-2013), illustrateurs de livres pour enfants.

## Source, notes et références
- (de) Cet article est partiellement ou en totalité issu de l’article de Wikipédia en allemand intitulé « Vordorf » (voir la liste des auteurs).